# بیل سویفت
بیل سویفت (انگلیسی: Bill Swift؛ زادهٔ ۲۷ اکتبر ۱۹۶۱) بازیکن بیس‌بال اهل ایالات متحده آمریکا است.
وی در مسابقات کشوری و بین‌المللی در مجموع برندهٔ ۲ مدال نقره، ۲ مدال برنز شده‌است.